# Vegas (San Tirso de Abres)
Vegas (oficialmente, en eonaviego, As Veigas) es un barrio de la parroquia de San Salvador, concejo de San Tirso de Abres, en la comarca del Eo-Navia, Principado de Asturias, España.